# Aeroportul Ratmalana
Aeroportul Ratmalana (IATA: RML, ICAO: VCCC) este un aeroport din Ratmalana⁠(d), Colombo District⁠(d), Western Province⁠(d), Sri Lanka ce deservește zona Colombo. A fost deschis în 1938.
Situat la o altitudine de 5 m, aeroportul dispune de o singură pistă.